# Cryptorhopalum quadrisignatum
Cryptorhopalum quadrisignatum là một loài bọ cánh cứng trong họ Dermestidae. Loài này được Pic mô tả khoa học năm 1942.